# Luschasattel
Der Luschasattel (slowenisch Luže) liegt in den Karawanken westlich des Petzenmassivs auf 1315 m ü. A. Er trennt die Leppen, ein Seitental des Vellachtales, vom Jauntal bei Globasnitz. Südlich des Sattels steht auf 1249 m ü. A. das aufgelassene Gasthaus Rieplbauer. Der frühere Wirt errichtete unter den Eindrücken der Kriegsereignisse eine Unionskapelle, die Gläubigen aller Religionen Zuflucht bieten soll.
In der Leppen befindet sich 300 Höhenmeter unter dem Pass der Peršmanhof, wo ein Museum an ein Endphaseverbrechen erinnert. Wanderziele sind über die Luschaalm und den Kärntner Grenzweg die Petzen; man kann auch über den Karawanken-Hauptkamm, der hier relativ niedrig liegt, südwärts über den Kärntner Grenzweg zum Paulitschsattel wandern oder nach Westen über kleinere Gipfel wie Topitze (1649 m ü. A.) und Oistra (1577 m ü. A.) nach Eisenkappel absteigen.
Während sich nördlich das Jauntal ausbreitet, gibt es südlich anschließende Pässe wie den Paulitschsattel, den Seebergsattel und den Schaidasattel.

## Belege
1. ↑  Wanderung für neue Einblicke - Slovenci-Meldungen. In: volksgruppen.orf.at. Abgerufen am 11. Juli 2023.
2. ↑  Niederschrift der Gemeinderatssitzung vom 28.06.2012. In: bad-eisenkappel.info. Abgerufen am 11. Juli 2023.
3. ↑  Marjan Linasi: DIE KÄRNTNER PARTISANEN. mohorjeva.com, S. 38, abgerufen am 11. Juli 2023.
4. 1 2 3 4  eingeschränkte Vorschau in der Google-Buchsuche
5. ↑  Luscha Alm – Petzen - Bad Eisenkappel. In: bad-eisenkappel.info. Abgerufen am 10. Juli 2023.